# Камілла Тіллінг
Камілла Тіллінг (швед. Camilla Tilling; нар. 1971, Лінчепінг, Швеція) — шведська оперна співачка (сопрано). Закінчила Королівський коледж музики.